# Ефремов, Александр Сергеевич
Алекса́ндр Серге́евич Ефре́мов (укр. Олександр Сергійович Єфремов; род. 22 августа 1954, Ворошиловград, Ворошиловградская область, Украинская ССР, СССР) — украинский политик, первый заместитель председателя Партии регионов, народный депутат Украины (в 2006—2014 годах), председатель фракции Партии регионов в Верховной раде Украины в 2010—2014 годах, руководитель Луганской областной организации ПР (с ноября 2005 года).

## Биография

### Образование
В 1978 году окончил Ворошиловградский машиностроительный институт по специальности «гидравлические машины и средства автоматики», получил квалификацию «инженер-механик».
В 1992 году получил диплом Киевского института политологии и социального управления по специальности «политолог».
В 1996 году окончил Международную кадровую академию в Киеве, получил специальность экономист, магистр экономических наук.
В 2012 году стал доктором экономических наук.

### Карьера
С 1978 года — инженер-технолог Ворошиловградского машиностроительного завода им. Ленина.
В 1980—1987 годах, после службы в армии работал завотделом Ворошиловградского горкома ЛКСМУ, затем был первым секретарём Ленинского райкома комсомола (Ворошиловград) и первым секретарём Ворошиловградского горкома ЛКСМУ.
В 1987—1991 годах — заместитель начальника цеха, секретарь комитета КПУ Ворошиловградского станкостроительного завода.
В 1991—1996 годах — директор предприятия «Мега Лтд» в Луганске.
В 1996—1997 годах — председатель правления коммерческого банка «Укркоммунбанк».
В 1997—1998 годах — заместитель губернатора Луганской области.
В 1998—2005 годах — глава Луганской облгосадминистрации.
В 2005—2006 годах — президент Луганского регионального отделения Украинского союза промышленников и предпринимателей.
С 2006 по 2007 год — народный депутат Украины в Верховной раде V созыва от Партии регионов. Глава Комитета Верховной рады по вопросам Регламента, депутатской этики и обеспечения деятельности Верховной Рады. 26 мая 2007 года избран президентом Луганского землячества Киева.
На выборах 2007 года прошёл по партийному списку Партии регионов, где занимал седьмое место. В Раде сначала был руководителем регламентного комитета. С декабря 2007 до марта 2010 года (после победы Виктора Януковича) первый заместитель лидера фракции «регионалов» в парламенте, затем возглавил фракцию и был ответственным за работу коалиции в Верховной раде VI созыве. Был одним из заместителей председателя ПР, его открыто называли влиятельнейшим человеком Луганской области, где ключевые посты занимали его бывшие подчиненные и соратники в обладминистрации.
16 января 2014 года принимал участие в принятии пакета «законов 16 января» вне системы «Рада». 23 февраля 2014 года, спустя день после принятия Верховной Радой постановления касательно самоустранения Виктора Януковича от исполнения президентских полномочий, от имени парламентской фракции обвинил того в коррупции и ответственности за кровопролитие.
После победы Евромайдана Ефремов некоторое время провёл в Луганске, где выступал на митингах противников Майдана. По утверждениям СМИ, многие из его бывших помощников и советников сотрудничали с Луганской Народной Республикой, хотя сам он отрицал какую-либо поддержку этого движения.

## Уголовные дела
16 июля 2014 года Генеральная прокуратура Украины открыла уголовное дело против Александра Ефремова, его обвиняют в злоупотреблении властью и противоправном давлении на должностных лиц с целью получения материальной выгоды, по ч. 2 ст. 364 Уголовного кодекса Украины, ему грозит лишение свободы от 3 до 6 лет. Согласно обнародованной информации, Ефремов в ранге народного депутата давил на сотрудников государственного предприятия «Луганскуголь», заставляя их закупить оборудование у двух фирм. В первой под названием ООО «ДС-8», основным владельцем является его сын, во второй ООО «Индекспром» — один из владельцев жена Ефремова. Выиграв тендеры, фирмы поставили оборудование дороже рыночной цены на общую сумму в 232 380 000 гривен, фактически обворовав государственный бюджет на более чем 100 000 000гривен Это происходило в период пребывания у власти Виктора Януковича, когда Ефремов занимал пост главы фракции «Партии Регионов» в Верховной Раде.
Также генпрокуратура Украины по запросу уполномоченного президента по мирному урегулированию конфликта в Донбассе Ирины Геращенко проверяла причастность Ефремова и депутата Натальи Королевской к организации финансирования вооружённых сторонников самопровозглашённой ЛНР. В рамках этого в январе 2015 года был допрошен миллиардер Ринат Ахметов.
14 февраля 2015 года Ефремов был задержан в Киеве Генеральной прокуратурой и Службой безопасности Украины. Он подозревается в совершении уголовных преступлений, предусмотренных ч. 2 ст. 364 и ч. 2 ст. 366 УК Украины, то есть в злоупотреблении служебным положением при отягчающих обстоятельствах и служебном подлоге. 16 февраля Печерский районный суд Киева арестовал политика на два месяца, на следующий день он был отпущен под залог в после внесения залога в размере 3,6 млн грн.
18 февраля были предъявили новые обвинения, касательно дела о финансировании терроризма. 25 февраля Печерский суд принял решение избрать Ефремову меру пресечения в виде залога в 60 тысяч гривен — 50 минимальных зарплат. Также он должен сдать паспорт для выезда за границу и другие документы, которые дают право на выезд с Украины, и обязан без разрешения следователя не выезжать из Киева.
20 октября 2015 года Генеральная прокуратура Украины передала в суд обвинительный акт против Александра Ефремова. Защита Ефремова завершила ознакомление с материалами дела 16 октября. 4 ноября с Ефремова сняли электронный браслет в связи с истечением срока ареста 1 ноября. 30 ноября Печерский районный суд Киева вернул Генеральной прокуратуре Украины обвинительный акт по делу против Александра Ефремова. Кроме того, Печерский районный суд отказался запретить покидать Киев и выезжать за границу Александру Ефремову. По словам судьи, прокуратура не оформила надлежащим образом ходатайство об избрании меры пресечения, а также не обосновала риски для досудебного следствия, из-за которых необходимо было бы избрать меру пресечения.
В марте 2016 года Генеральная прокуратура Украины закрыла уголовное производство против бывшего главы фракции Партии регионов в Верховной Раде Украины Александра Ефремова, открытого по подозрению в разжигании межнациональной розни (в связи с отсутствием в его действиях состава преступления, предусмотренного ч. 3 ст. 161 Уголовного кодекса Украины).
30 июля 2016 года Генеральная прокуратура Украины задержала Александра Ефремова по подозрению в посягательстве на территориальную целостность Украины и завладении имуществом госпредприятия «Луганскуголь» путем злоупотребления служебным положением по частью 5 статьи 191 УКУ, среди свидетелей обвинения был член «Партии Регионов» Владимир Ландик (который перед выборами 2012 года был лишён выдвижения от Луганской области). Ефремов был задержан в аэропорту «Борисполь» при попытке вылететь в Вену (Австрия), где проживает его сын Игорь. Политику были готовы предложить сделку со следствием ради получения свидетельств о первоначальных этапах участия России в войне на востоке Украины. Александра Ефремов удерживался в следственном изоляторе СБУ, в суд было подано ходатайство ГПУ о двухмесячном аресте для проведения досудебного следствия. В поддержку Ефремова выступила партия «Оппозиционный блок», посчитавшая его задержание попыткой власти «прикрыть свое собственное банкротство и скрыть свою вину за преступления против народа Украины». 24 ноября 2016 года Печерский районный суд Киева продлил арест Александра Ефремова до 22 января 2017 года. 14 апреля Старобельский районный суд Луганской области продлил арест до 12 июня 2017 года, а 6 марта 2018 продлил арест до 3 мая 2018 года, 24 апреля — до 22 июня, а затем ещё на 2 месяца.
22 июля 2019 года Киевский апелляционный суд изменил ему меру пресечения с содержания под стражей на домашний арест, в ходе заседания Ефремов заявил, что его содержали под стражей 3 года из-за «личных отношений с Порошенко»: «Я считаю себя заложником предыдущей власти. Меня по беспределу отправили в тюрьму», — заявил он. Суд обязал его находиться под круглосуточным домашним арестом в квартире его сына в Киеве и сдать загранпаспорта.
18 сентября Старобельский районный суд Луганской области отменил круглосуточный домашний арест и заменил его на личное обязательство.
Так называемое дело о «диктаторских законах» было закрыто Печерским судом в декабре 2019 года. Прокуроры подали апелляцию, но проиграли. В марте 2020 года Апелляционный суд признал законным решение Печерского районного суда.
В интервью 2018 года, данном под стражей, судебный процесс над собой Александр Ефремов называет «чисто политическим». На замечание журналиста о том, что он — «единственный из представителей прошлой власти, находящийся за решеткой», Ефремов ответил, что «надеялся, что Украина пойдет по пути развития европейских стран, цивилизованных стран, где нельзя будет бездоказательно бросить человека в тюрьму. К сожалению, сейчас мы живем не в такой стране». Как он также отметил: «Одним из факторов, которые побудили меня остаться и ни при каких обстоятельствах не уезжать, является то огромное количество людей и звонков от них, которые пошли. В моём понимании всё просто: либо у тебя есть совесть, ответственность перед людьми, либо этого нет».
Перед парламентскими выборами на Украине 2019 года был включен в партийный список «Оппозиционного блока» десятым номером. Однако к выборам не был допущен в связи с нахождением под стражей в СИЗО.
18 марта 2021 года выступал в качестве свидетеля на продолжающемся заседании Старобельского райсуда по делу о захвате Луганской ОГА в марте 2014 года.

## Оценка деятельности

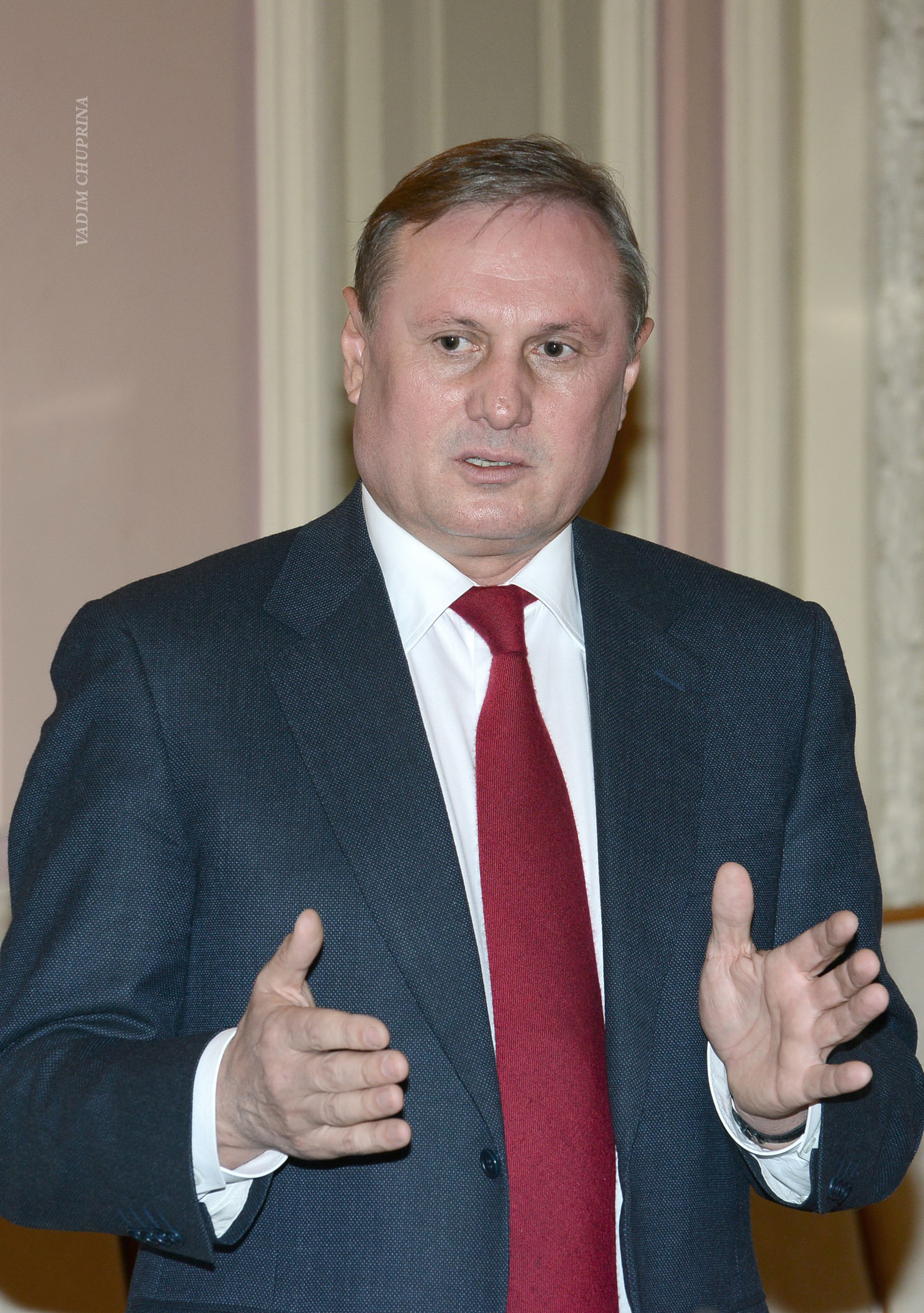
Александр Ефремов в Верховной раде Украины

С момента прихода в парламент Александр Ефремов всё чаще выступал в числе спикеров Партии регионов. Весной 2008 года политолог Владимир Фесенко отметил, что «на роль „нового Кушнарёва“ экс-губернатор Луганщины пока не тянет (не хватает драйва), но у регионалов в публичной сфере сейчас проявляется заметное „безрыбье“, поэтому маятник симпатий сторонников ПР может качнуться и в сторону этого политика».

## Критика
В ежегодно публикуемом Национальным союзом журналистов Украины списке чиновников и политиков, препятствующих профессиональной деятельности сотрудников СМИ Александр Ефремов летом 2012 года занял первое место «за то, что 26 апреля обратился к спикеру парламента Владимиру Литвину с просьбой не допускать в сессионный зал посторонних лиц во время блокирования оппозицией работы Верховной рады».

## Награды
- Орден князя Ярослава Мудрого V степени (20 августа 2010 года)[26]
- Орден «За заслуги» ІІІ (2001)[27], II (2003)[28], I ст. (2004)[29].
- Нагрудный знак Госстандарта Украины «За заслуги в стандартизації, метрології та сертифікації» (1999).
- Орден святого равноапостольного князя Владимира II ст. (2000).

## Семья
Жена Лариса Алексеевна Ефремова (род. 1959) — была помощником главы правления АБ «Укркоммунбанк». Сын — Игорь Александрович Ефремов (род. 1978), по материалам Панамского архива является бенефициаром оффшорной компании Darcel Trading Limited, через российских посредников занимающейся поставкой каменного угля.